# 威廉·彼德森
威廉·路易斯·彼德森（William Louis Petersen，1953年2月21日—），是一名美国演员，出生于伊利诺伊州的埃文斯顿。
尽管威廉是一个丹麦移民家庭的第四代成员，他的教育是在一所位于爱达荷州博伊西的天主教高中——Bishop Kelly 高中完成的。他随后考入了爱达荷州立大学，并且获得了足球专业的奖学金。之后他搬到了芝加哥，成为了西伯利亚狼剧场公司的一员。
他的电影生涯开始于1981年的《神偷》，1986年，他在《猎人者》一片中出演了威尔·格拉汉姆，这也预示着他的演艺事业的成功。
彼德森曾经出演过奥利佛·史東的《前进高棉》一剧，这也让他和他的家人疏远。
2000年发行的《斗争者》一片中，彼得森出演了地方长官杰克·哈斯韦。
由于这部电影的巨大成功，皮特森在哥伦比亚广播公司的新剧中获得了扮演主角吉尔伯特·格里森的机会。
2003年6月，彼德森带着一个孩子和已经认识很久的女朋友吉娜·斯隆结婚。

## 琐事
- 在他拍摄的电影中，他通常不写出他的中间的名字。
- 在拍摄完后，彼德森决定要到伊利诺伊州寻找他的旧爱。